# 에피프렘넘속
에피프렘넘속("Epiphremnum")은 중국, 히말라야산맥, 동남아시아에서 오스트레일리아 서태평양에 이르는 열대 숲에서 발견된다. 공중 뿌리의 도움을 받아 기어오르는 상록수 다년생 덩굴 식물이다. 이들은 라피도포라속, 신다푸스속, 에이미드리움속과 같은 다른 몬스테라아과와 혼동될 수 있다.
식물의 모든 부분은 독성이 있는데, 주로 모상보강세포와 침상결정 때문이다. 식물은 40m 이상 자랄 수 있으며 잎 길이는 최대 3m까지 자랄 수 있지만 화분에서 키울 경우에는 크기가 훨씬 줄어든다. 종에 따라 일반적으로 지네 통가빈, 포토 또는 악마의 담쟁이 덩굴(외국에서 스킨답서스류를 칭하는 단어들)로 알려진 이 식물들은 일반적으로 온대 지역에서 실내 식물로 재배된다. 어린 잎은 밝은 녹색이며, 드물게 노란색이나 흰색의 불규칙한 무늬가 생길 수 있다.

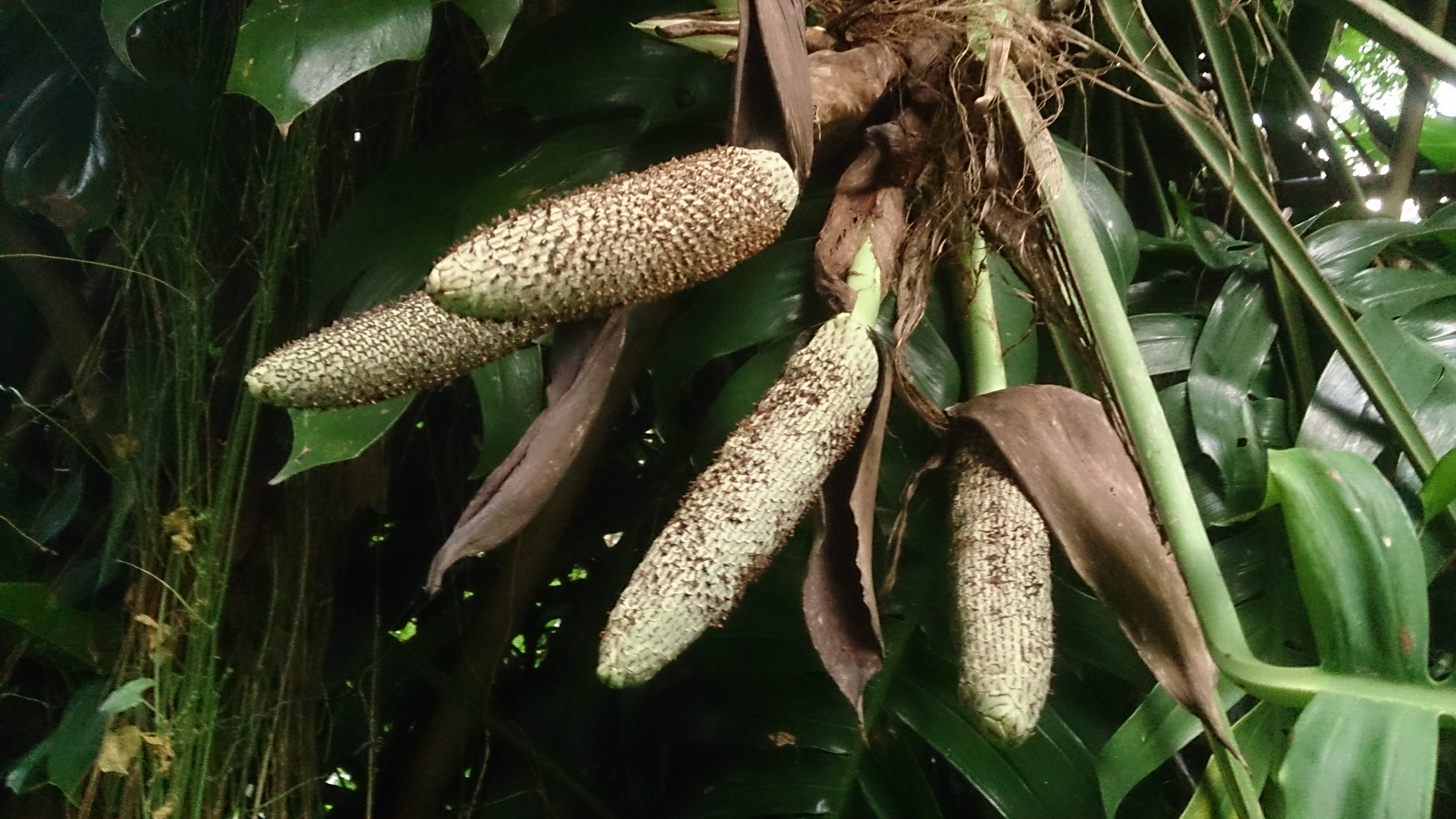
Spadix of Epipremnum pinnatum

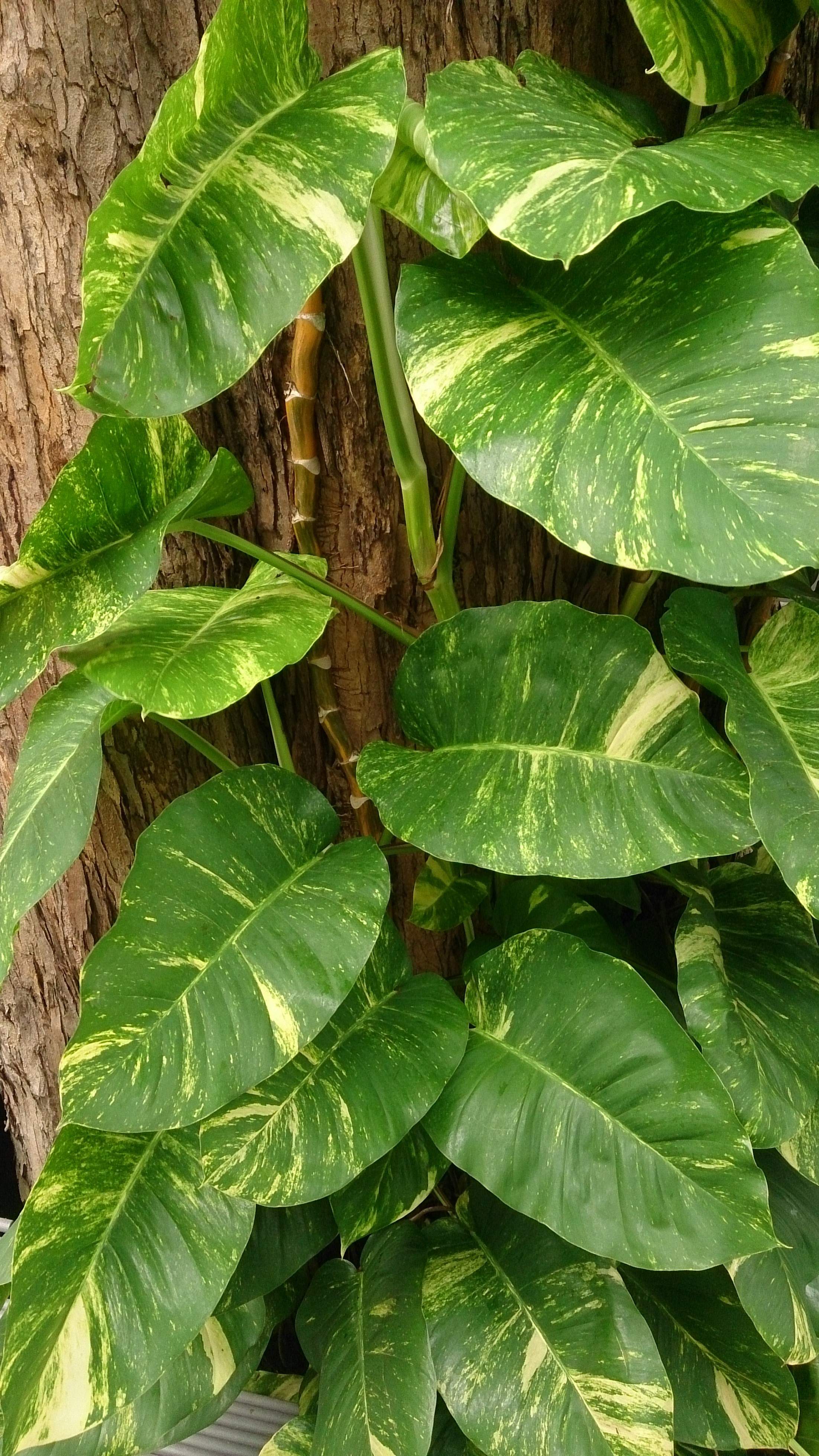
스킨답서스 (Epipremnum aureum)

## 용어
그리스어  ἐπί와 πρέμνον에서 왔다.

## 선정된 종
1. Epipremnum amplissimum
2. 스킨답서스 (Epipremnum aureum)
3. Epipremnum carolinense
4. Epipremnum ceramense
5. Epipremnum dahlii
6. Epipremnum falcifolium
7. Epipremnum giganteum
8. Epipremnum meeboldii
9. Epipremnum moluccanum
10. Epipremnum moszkowskii
11. Epipremnum nobile
12. Epipremnum obtusum
13. Epipremnum papuanum
14. Epipremnum pinnatum
15. Epipremnum silvaticum